# Trioceros kinetensis
Trioceros kinetensis là một loài thằn lằn trong họ Chamaeleonidae. Loài này được Schmidt mô tả khoa học đầu tiên năm 1943.